# William A. Clark
William Andrews Clark, född 8 januari 1839 i Fayette County, Pennsylvania, död 2 mars 1925 i New York, var en amerikansk demokratisk politiker och affärsman. Han representerade delstaten Montana i USA:s senat 1899-1900 och 1901-1907.
Clark studerade juridik vid Iowa Wesleyan College. Han kom sedan till Montanaterritoriet för att vaska guld. Han fann sig sedan en mera ekonomiskt framgångsrik sysselsättning inom bankbranschen. Han investerade i gruvdriften och blev känd som en av Montanas tre "kopparkungar" (Copper Kings) vid sidan av Marcus Daly och F. Augustus Heinze.
Clark tillträdde 1899 som senator för Montana. Senatorerna valdes på den tiden av delstaternas lagstiftande församlingar och det uppdagades en mutskandal i samband med valet av Clark. Han hade mutat vissa delstatspolitiker för att bli invald i senaten och därför avgick han redan 1900 innan senaten hann ogiltigförklara hans mandat. Han kandiderade sedan på nytt till senaten och efterträdde 1901 Thomas H. Carter i klass 2. Han efterträddes 1907 av republikanen Joseph M. Dixon. Han fortsatte sedan som affärsman inom gruvdriften samt inom bank- och järnvägsbranscherna.